# پیپ (لاشار)
پیپ، روستایی در دهستان لاشار جنوبی بخش پیپ شهرستان لاشار در استان سیستان و بلوچستان ایران است. این روستا، مرکز بخش پیپ است.

## جمعیت
بر پایه سرشماری عمومی نفوس و مسکن در سال ۱۳۹۵، جمعیت این روستا برابر با ۱٬۵۵۰ نفر (۴۴۱ خانوار) بوده است.